# NGC 6536
NGC 6536 (другие обозначения — UGC 11077, MCG 11-22-16, ZWG 322.25, KUG 1757+649, IRAS17571+6456, PGC 61166) — спиральная галактика с перемычкой (SBb) в созвездии Дракон.
Этот объект входит в число перечисленных в оригинальной редакции «Нового общего каталога».